# Castas registradas e tribos registradas

Porcentagem de tribos programadas por talucas na Índia no censo de 2011

As castas registradas (do inglês Scheduled Castes, SCs) e as tribos registradas (do inglês Scheduled Tribes, STs) são dois grupos sociais da Índia historicamente desfavorecidos em comparação com outros grupos e que são reconhecidos na constituição da Índia.  Durante o período do mandato britânico no subcontinente indiano, esses grupos sociais eram conhecidos como classes deprimidas. Em textos modernos, as castas registradas são às vezes chamadas de Dalits.
As castas registradas e as tribos registradas compreendem aproximadamente 16,6% e 8,6%, respectivamente, da população da Índia (de acordo com o censo de 2011). A constituição da Índia lista 1.108 castas em 29 estados e 744 tribos em 22 estados.
Desde a independência, as castas registradas e tribos registradas receberam o status de reserva, garantindo representação política. A constituição estabelece ações afirmativas para esses grupos sociais. 